# Erwin Teufel
Erwin Teufel (ur. 4 września 1939 w Rottweil) – niemiecki polityk i samorządowiec, działacz Unii Chrześcijańsko-Demokratycznej (CDU), w latach 1991–2005 premier Badenii-Wirtembergii.

## Życiorys
W 1956 został członkiem Unii Chrześcijańsko-Demokratycznej i jej organizacji młodzieżowej Junge Union. Uzyskał dyplom z zakresu administracji publicznej, będąc absolwentem Fachhochschule (1961), po czym pracował jako inspektor w administracji powiatu Rottweil oraz miasta Trossingen.
W 1964 został burmistrzem miasta Spaichingen, stanowisko to zajmował do 1972. Od 1965 zasiadał w radzie powiatu Tuttlingen. W 1972 po raz pierwszy uzyskał mandat posła do landtagu Badenii-Wirtembergii, który sprawował nieprzerwanie do 2006. Był sekretarzem stanu w regionalnym resorcie rolnictwa i środowiska (1974–1978), przewodniczącym frakcji poselskiej CDU (1978–1991) i wiceprzewodniczącym regionalnych struktur partii (1979–1991).
W 1991 został nowym liderem CDU w Badenii-Wirtembergii oraz premierem rządu tego kraju związkowego. Obie te funkcje pełnił do 2005. W latach 1992–1998 był równocześnie wiceprzewodniczącym federalnych struktur Unii Chrześcijańsko-Demokratycznej. Wchodził także w skład Bundesratu, reprezentował tę izbę w Konwencie Europejskim, a od 1 listopada 1996 do 31 października 1997 pełnił funkcję jej przewodniczącego.
Po odejściu z urzędu premiera został prezesem organizacji Deutsch-Französisches Institut. Studiował również filozofię w Hochschule für Philosophie München. Od 2008 do 2012 był członkiem Deutscher Ethikrat, niezależnej rady ekspertów zajmującej się kwestiami etyki.

## Odznaczenia i wyróżnienia
Ordery i odznaczenia
- Order Zasługi Republiki Federalnej Niemiec: Krzyż Zasługi I Klasy (1979), Wielki Krzyż Zasługi (1985), Wielki Krzyż Zasługi z Gwiazdą (1994), Wielki Krzyż Zasługi z Gwiazdą i Wstęgą (1999), Krzyż Wielki (2004)
- Wielka Złota na Wstędze Odznaka Honorowa za Zasługi dla Republiki Austrii (1997)
- Komandor Legii Honorowej, Francja (1998)
- Komandor I klasy Orderu Lwa Finlandii (2000)
- Xirka Ġieħ ir-Repubblika, Malta (2001)[2]

Nagrody i wyróżnienia
Wyróżniany tytułami doktorata honoris causa (przez uniwersytety z USA oraz Rumunii) oraz tytułami honorowego senatora (głównie przez uczelnie niemieckie). Został honorowym obywatelem miejscowości Spaichingen, Zimmern ob Rottweil oraz Villingen-Schwenningen.